# 飛越地震
飛越地震（ひえつじしん）は、1858年4月9日（安政5年2月26日）午前1時頃、越中・飛騨国境（現在の富山・岐阜県境）の跡津川断層を震源に発生したM7.0 - 7.1と推定される地震。安政飛越地震とも呼ばれる。「飛越」とは飛騨と越中を並びさす言葉である。

## 概要

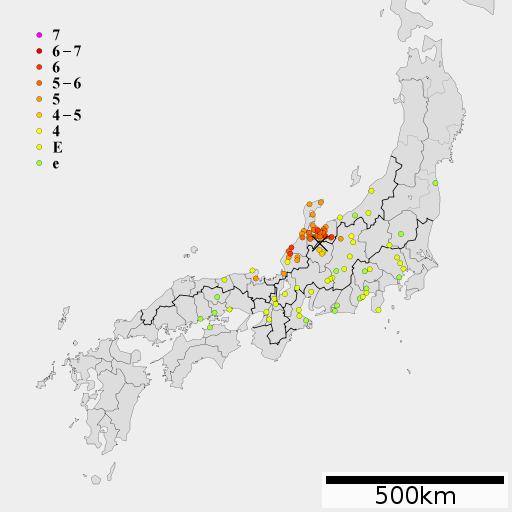
飛越地震の震度分布

北陸地方や飛騨国を中心に大きな被害をもたらし、死者426人、負傷646人、家屋の全半壊・流失2190戸とされている。家屋の倒壊も著しく、飛騨では700戸余りが損壊し、200 - 300人の死者が出た。富山藩士の体験記には「地面が階段状に隆起した」、「水が一時に湧き出、白砂がまじってふき出し」などと被害状況が描かれている。
立山連峰では鳶山崩れ（大鳶崩れ）が発生し、鳶山が崩壊した。これにより立山カルデラに大量の土砂が流れ込み、常願寺川に河道閉塞が起き堰止め湖が形成された。この堰止め湖は4月23日（旧暦3月10日）、6月8日（旧暦4月26日）の余震及び近隣で発生した誘発地震（大町付近 推定M5.7）により二度にわたり決壊し、下流の平野部に大きな被害をもたらした。3万石以上に相当する田地が土砂に埋まり、多数の死者と流失家屋が出た。一度目の洪水で農業用水が埋まり、その復旧工事にあたっていた人が二度目の洪水に襲われて溺死したところもあった。他にも神通川や黒部川など、各地で河道閉塞が発生したことが記録されている。
この地震は岐阜県北部、富山県境に近い跡津川断層の活動によるものと推定され、この断層沿いでは家屋の倒壊率が50%を越え、中沢上および森安では100%の倒壊率であり、震度7相当が推定される。
なお、飛騨国では3年前の1855年3月18日（安政2年2月1日）にもM6.8の飛騨地震が発生している。
この地震によって、立山カルデラ内にある元々冷水であった池が飛越地震後に泉温70度の温泉で満たされるようになった（立山の新湯）

## 地震象
跡津川断層沿いの震源の浅い地震とされている。地震の規模に関しては諸説有り、宇佐美(1996)、地震調査委員会(1994) M7.0-7.1、都司(2002)；松浦ほか(2006) M7.3-7.6。一方、松浦(2007)ほかは遠方での震度分布から、M7.3程度でM7.5 を越えないとしている。
古文書の記録によると単発の地震ではなく双子の地震であった可能性が示唆され、震度5以上の地域は京都から長野県大町までの広い範囲であったと推定されている。なお、小松原(2015)は被害の状況から第1震は跡津川断層中央付近で、第2震は御母衣断層であったとしている。

### 震源断層
跡津川断層が活動した証拠は多くの調査で得られている。しかし、地震の規模と断層長の関係式から得られる想定規模（M8クラス）と宇佐見による規模(M7クラス)に乖離が生じている。つまり、この地震は跡津川断層全体の活動ではなく、一部セグメントの活動であった可能性が指摘されている。例えば、片川ほか(2002)は真川流域に出現している断層露頭から、19世紀の活動痕跡を見出す事ができず、跡津川断層東端付近では地表に震源断層は出現していなかったとしている。一方、道家(2009)は岐阜県飛騨市神岡町佐古において発見された未報告の断層露頭の年代測定結果から、飛越地震の際に断層変位を生じていた結果を得たとして跡津川断層全体の活動説を支持している。

### 誘発地震
本震は安政東海地震の影響を受け、その震源域及び余震域から離れた地域で発生した誘発地震と考えられている。

## 安政年間の大地震
伊賀上野地震に始まり飛越地震に至る安政年間に連発した一連の顕著な被害地震は、安政の大地震と総称される。